# Bristol-öböl
A Bristol-öböl a Bering-tenger keleti részén, délnyugat Alaszka mellett fekszik.
Hosszúsága: 400 km, szélessége 290 km. Az öbölbe 9 folyó ömlik, melyek többnyire az Alaszkai-hegység gleccsereinek vízét szállítják a Bering-tengerbe. Ezek: Cinder-folyó, Egegik-folyó, Igushik-folyó, Kvichak-folyó, Meshik-folyó, Nushagak-folyó, Naknek-folyó, Togiak-folyó, és az Ugashik-folyó.
A Bristol-öböl felső részén az árapálymozgás a legnagyobbak közé tartozik a Földön. A legmagasabb mért érték meghaladja a 10 métert. Ez a nyolcadik legnagyobb a Földön. Ehhez a jelenséghez kapcsolódik a nagyszámú homokpad, zátony, melyek igen veszélyessé teszik a hajózást ezen a partszakaszon.

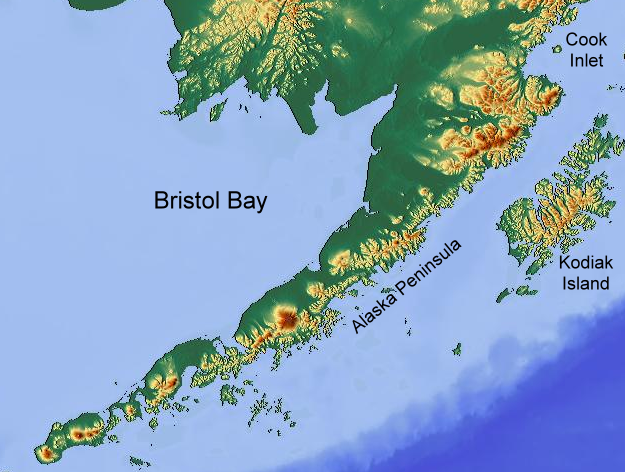
Bristol-öböl

## Történet
A pleisztocén idején, amikor a Bering-szoros még szárazföld volt, és híd volt Amerika és Ázsia között, a Bristol-öblöt is szárazföld borította. Valamivel később az első orosz és angol felfedezők elszórt településeket hoztak létre a partok mentén. James Cook hajóskapitány és felfedező 1778-ban nevezte el az öblöt Bristol admirálisról, aki a brit haditengerészet egyik parancsnoka volt.
Az 1790-es évek vége felé az Orosz-amerikai Társaság, mely félhivatalosan az orosz kormányt is képviselő gyarmati kereskedelmi cég volt, felderítő expedíciókat indított az öböl menti partoknál. Ekkor indult el a terület feltérképezése, melyben részt vett az orosz haditengerészeti flotta. 1867-ben az orosz kormány eladta az Amerikai Egyesült Államoknak Alaszkát, de egyes földrajzi helyek a környéken a mai napig őrzik az eredeti orosz nevüket. (például: Pavlof-hegy, Becharof-tó stb.).

## Állatvilág
Az öböl igen gazdag lazacban. Többféle lazac él itt szezonálisan. A Bristol-öbölben él a Föld legnagyobb vörös lazac populációja. A lazacok különböző időszakokban úsznak fel a folyókon, hogy lerakják az ikráikat. A lazacokat ipari mértékben is halásszák. A sporthorgászok is kedvelik a lazacokat. Alaszkában nagy mennyiségben tenyésztik is. 

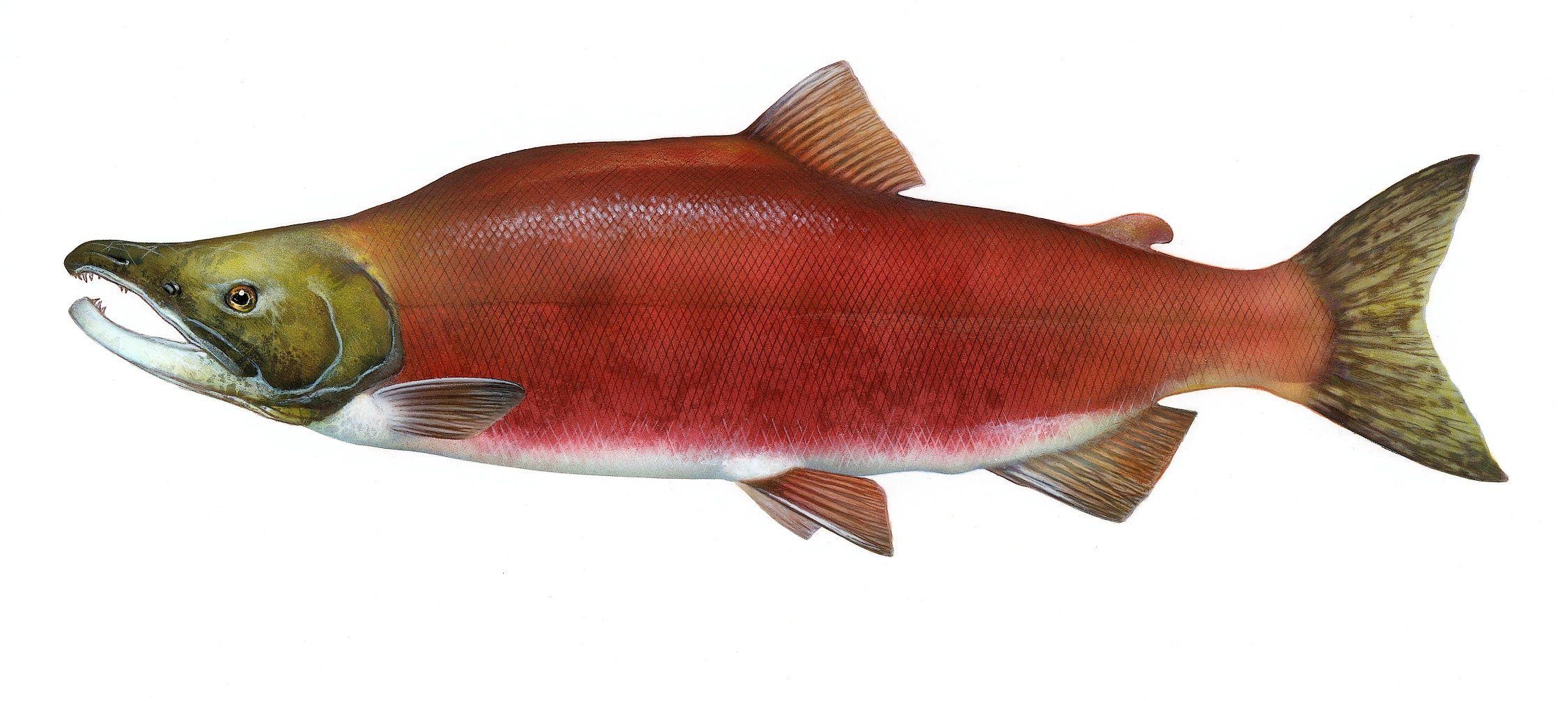
Vörös lazac

## Ipar
Az öböl és környékén több rekreációs park létesült, mely a turisták, sporthorgászok úticélja. Azonban a nehéz megközelítés miatt ezek a parkok az USA nemzeti parkjai között a legkevésbé látogatottak közé tartoznak.
Az öbölben – az 1998-as moratórium óta – tiltott a part menti olaj- és gázbányászat. Vannak tervek a gazdag ásványi kincsek (arany, réz, molibdén) bányászatára az Iliamna-tó környékén.

## Demográfia
Több kisebb településen alaszkai őslakosok élnek kis számban. A kivételek: Dillingham és King Salmon. Ezeket a településeket többnyire a haditengerészet és a légierő alkalmazottai lakják.